# Шумный день
«Шумный день» — советский чёрно-белый художественный фильм 1960 года, снятый совместно режиссёрами Георгием Натансоном и Анатолием Эфросом на киностудии «Мосфильм» по мотивам комедии Виктора Розова «В поисках радости» (впервые произведение было опубликовано в журнале «Театр» в 1957 году).
Проблематика фильма: вещизм в советском обществе, конфликты между поколениями и внутри молодой семьи.
За первые два месяца проката фильм посмотрело 18 миллионов зрителей.

## Сюжет
Один день из жизни советской семьи. В старой московской квартире живёт Клавдия Васильевна Савина (Валентина Сперантова). У неё четверо детей, все живут с ней. Старший Фёдор (Геннадий Печников) — химик, кандидат наук, недавно женился; его жену зовут Лена (Лилия Толмачёва). Дочь Татьяна (Татьяна Надеждина) — ей девятнадцать лет — учится в педагогическом институте.
Восемнадцатилетний Николай (Владимир Земляникин) работает в ремонтных мастерских. Младшему — Олегу (Олег Табаков) — пятнадцать.
Утром Лена спешит на распродажу чешских сервантов. Большая центральная комната, где за столом собирается семья, вся заставлена уже купленной мебелью. Мебель закрыта чехлами и тряпками, и к ней никто не прикасается, так как Лена боится, что её могут испортить. Она говорит с мужем только о мебели и о деньгах.
К Савиным заходят Иван Никитич Лапшин (Евгений Перов) и его сын Гена (Лев Круглый). Они не первый год приезжают в Москву, к брату Ивана Никитича, который Савиным — сосед. Гена влюблён в Таню и стесняется своего отца, который предпочитает занять у другого, чем потратить своё. Иван Никитич пытается женить сына. За завтраком он смеётся над сыном, при всех рассказывая о нём разные смешные и нелепые подробности. Олег сочувствует Гене и делает Лапшину замечание. Тот обижается и уходит.
К Фёдору заходит Леонид Павлович. Ему 32 года, он аспирант, хорошо зарабатывает, родители в Китае. Леонид ухаживает за Таней. Гена хочет уйти, но Олег останавливает его, чтобы тот посмотрел на рыбок в аквариуме. Отходя от него, Олег случайно заливает чернилами новый письменный стол, купленный Леной. Он с Геной тщетно пытается вытереть лужу. Гена собирается взять вину на себя, но Олег не соглашается: Лена должна понять, что он сделал это нечаянно.
Лена привозит сервант и любуется им. Олег пытается заговорить с ней, но она заводит разговор с Таней о Леониде, уговаривает её выйти за него замуж. Олегу наконец удаётся всё рассказать. Перед этим он берёт с Лены слово, что та не будет его ругать. Но Лена взрывается и обзывает Олега, а узнав, что это произошло из-за рыб, хватает аквариум и швыряет его в окно. Олег, плача, срывает чехлы с мебели, хватает шашку своего покойного отца, начинает рубить вещи и убегает. Гена и Коля бросаются за ним. Лена мечется от вещи к вещи.
Часть вещей выносят. Лене становится плохо. Клавдия Васильевна беспокоится, что Олег убежал из дома.
Леонид и Таня остаются одни. Леонид использует момент, чтобы ещё раз напомнить Тане о своих чувствах. Таня его не слушает. Она вспоминает, как дружно и счастливо они жили когда-то. Теперь всё это изменилось, так как изменился Фёдор, которого все очень любили. Таня интересуется, как к Фёдору относятся на работе. По словам Леонида, Фёдор вырабатывает своё поведение в жизни. Таня поражена и разочарована.
Фёдор пытается успокоить Лену. Та упрекает мужа, что ему на неё наплевать, что все её оскорбляют и ненавидят и что она больше здесь жить не желает ни одного дня. Фёдор пытается оправдать Лену перед матерью. Но она только сожалеет, что сын становится другим, мещанином.
Приходят Олег и Геннадий, который прятал Олега в своей комнате, пока не улёгся скандал. Гену уводит отец — собираться домой. Входят Фёдор и Лена. Завязывается обмен репликами, Лена в ответ на неосторожное замечание начинает гнаться за Олегом и пытается побить его, Олег убегает на чердак. Фёдор разнимает их там. Когда Лена уходит, Олег говорит, что отдаст все деньги за мебель, когда вырастет и тоже начнёт писать стихи за деньги, затем замечает, что Фёдор плачет. Приходит Гена и дарит Олегу новый аквариум. Олег сначала радуется, но, поняв, что рыбы куплены на украденную Геннадием у отца сотню, отказывается от подарка.
Лена просит Леонида пустить их с Фёдором до осени пожить у него. Леонид согласен. Фёдор не рад переезду. Гена просит у Фёдора взаймы сто рублей. Лена ему отказывает, но под уговорами мужа всё же даёт деньги. Гена приносит ей в залог аккордеон.
Когда Гена и Таня остаются одни, тот дарит Тане духи и признаётся в любви. Таня удивлена красноречием Гены. Она зовёт его с отцом выпить чаю перед отъездом. Неожиданно Гена публично заявляет отцу, что украл у него деньги, и отдаёт ему сотню. Олег бежит в коридор, приносит аквариум, подаренный Геной, и ставит его на место прежнего.
За столом опять завязывается спор. Клавдия Васильевна уверена, что Лена за вещи продаёт лучшие человеческие качества, что жизнь слишком коротка, чтобы оставлять всё, к чему стремишься, только для того, чтобы обставить квартиру. Таня называет Лену «прорвой». Лена в шоке, она говорит, что они её никогда не поймут и что им лучше жить врозь. Клавдия Васильевна против Фединого переезда. Фёдор колеблется, но под давлением Лены и Леонида уступает им. Он отдаёт матери свою главную рукопись и просит сохранить её.
Лапшин в гневе, что Гена признался о деньгах при всех, хочет его побить, но тот в первый раз не даётся ему. Таня зовёт Гену на будущий год в Москву, обещает написать. Леонид, Фёдор и Лена уезжают.

## В ролях
- Валентина Сперантова — Клавдия Васильевна Савина
- Геннадий Печников — Фёдор Савин
- Татьяна Надеждина — Татьяна Савина
- Владимир Земляникин — Николай Савин
- Олег Табаков — Олег Савин
- Лилия Толмачёва — Леночка, жена Фёдора
- Евгений Перов — Иван Никитич Лапшин, гость Савиных
- Лев Круглый — Геннадий Лапшин
- Виктория Духина — Марина, подруга Николая
- Роберт Чумак — Леонид Павлович, коллега Фёдора
- Инна Гулая — Фира Канторович, одноклассница Олега
- Елена Савченко — Вера, одноклассница Олега
- Александра Данилова — Таисия Николаевна, мать Марины

## Популярность и значение
Виктор Розов писал неравнодушные пьесы, в которых автору всегда было дело до судьбы обыкновенного человека.
Экранизация пьесы «В поисках радости» — это грустный и одновременно весёлый рассказ об одном дне из жизни большой московской семьи, в которой мать (Валентина Сперантова) и четверо взрослых детей отлично ладят между собой, любят и прекрасно понимают друг друга. Но однажды привычное спокойствие нарушается женитьбой старшего сына Фёдора на «хорошенькой мещаночке» Леночке. Один день, который сделал жизнь близких людей невыносимой и развёл в разные стороны членов некогда дружной семьи.
Молодая женщина оказывается активной накопительницей, и скоро жизнь семьи превращается в кошмар. Главным противником хищницы становится мальчик-подросток (Олег Табаков), восставший против мещанской ограниченности.
Герой, который рубит отцовской шашкой, как врага в гражданскую, полированный шкаф, заполнивший всё жизненное пространство и символизировавший затхлость уютной жизни советского обывателя, — аллегория столкновения двух эпох: раннесоветской, полной героизма, романтики и бессеребренничества (Олег, Клавдия Васильевна, Татьяна и Николай Савины), и пришедшей ей на смену в конце 50-х годов эпохи советского потребительства (Леночка, Леонид, Иван Лапшин). В картине, впрочем, мебель не только повод и символ. На самом деле в московской квартире как в миру сталкиваются два мировоззрения и разные представления о жизненных ценностях. Квартира как замкнутое пространство и в то же время как сцена с разыгравшейся на ней драмой приобретает сакральный смысл.
Оканчивающий школу и вступающий в непростую «взрослую» жизнь герой Табакова понимает, что недостойное и презренное всегда было и всегда будет, но он решительно не хочет мириться с накопительством и мещанством, складывая в стихи свою программу жизни:

Как будто в начале дороги

Стою, отправляясь в путь.

Крепче несите, ноги,

Не дайте с дороги свернуть!

Я знаю: тропинки бывают,

Ведущие в тихий уют,

Где гадины гнёзда свивают,

Где жалкие твари живут.

Но нет мне туда дороги,

Пути в эти заросли — нет.

Крепче несите, ноги,

В мир недобытых побед!